# Мурад, Мунир
Мунир Мурад или Монир Морад (араб. ليلى مراد‎; 13 января 1922, Каир — 17 октября 1981, Каир) при рождении Морис Заки Мурад Мордехай — египетский певец, актёр и композитор популярных песен. Его композиции включают песни из фильмов для известных звёзд, таких как: Шарифа Фадель и Сабах, а также дуэты для египетской актрисы Шадии и актёра Абделя Халима Хафеза. Он сыграл главные роли в нескольких египетских фильмах, самым известным из которых является «Хороший день». Младший брат певицы Лейлы Мурад.

## Карьера

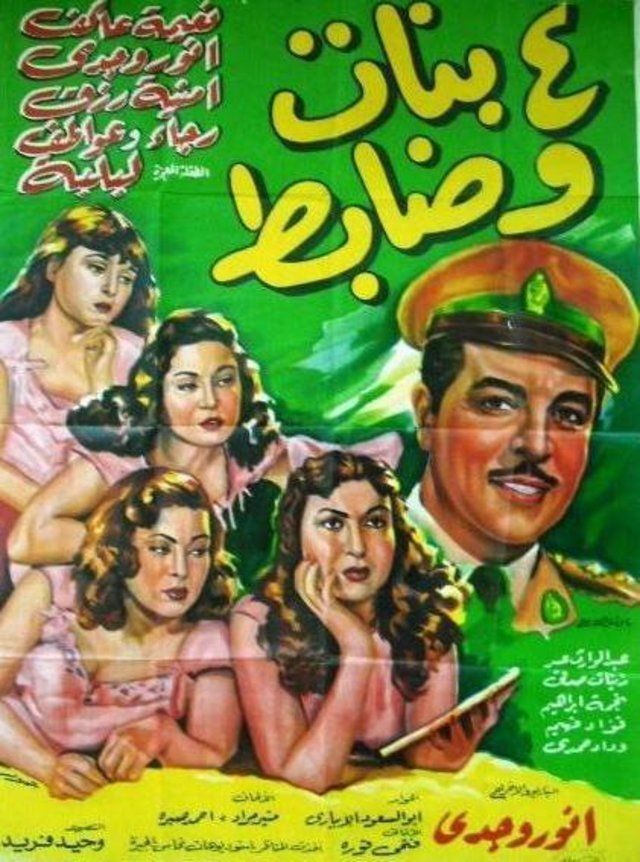
Афиша фильма 1954 года «Четыре девушки и офицер» с музыкой Мунира Мурада

В 1939 году Мурад покинул французский колледж Collège des Frères (Баб аль-Лук), сменил несколько работ, а затем попал в сферу кино, сначала в качестве руководителя сценариев, а затем в качестве помощника режиссёра Камала Салима, сняв около 24 фильмов в 1940-х годах.
Мурад был одним из самых популярных композиторов песен для фильмов своего времени и сочинял музыку для нескольких популярных певцов из Египта в своем личном стиле, часто характеризующемся быстрыми ритмами. Среди них была его музыка для фильма 1953 года «Дахаб», в главной роли и режиссером которого был египетский актер Анвар Вагди, который также был мужем его сестры. Он также сочинил музыку для очень успешного фильма 1959 года «Неизвестная женщина» режиссёра Махмуда Зульфикара.
Мурад пытался сочинять музыку для фильмов с западным влиянием, но столкнулся с трудностями в поиске продюсера. Однако, когда он сочинил свою первую популярную песню «One, Two» («Вахид.. Иснан»), которую исполнила Шадия, произошёл его прорыв. Его сотрудничество с популярной актрисой и певицей Шадиёй стало важной вехой в истории египетской музыки, поскольку их песни стали классическими песнями романтики. Это открыло путь для других певцов и режиссёров, которые доверили ему сочинение песен для своих фильмов.
Кроме того, Мурад был пионером танцевальной музыки и музыкальных шоу. Он сочинил и развил большую часть знаменитой танцевальной музыки Египта , исполняемой ведущими танцорами того времени, такими как Тахия Кариока, Самия Джамал и Наима Акеф. В своей автобиографической книге о евреях-мизрахи журналист Масуд Хаюн назвал его «своего рода египетским Джином Келли».
Мурад выступил в качестве актёра, танцора и певца в трёх фильмах, среди которых в 1953 году «Ана вa Хабиби» («Моя любовь и я») с Шадией.

## Память
В 2007 году американская музыкальная группа Pink Martini в свой альбом Hey Eugene! включила свою версию песни Мурада «Букра в'баду» (Завтра и послезавтра), первоначально исполненную египетской звездой Абдель Халимом Хафезом.

## Личная жизнь
Мурад родился в Каире и рос в музыкальной семье младшим ребёнком из пяти детей. Его отец Заки Мурад Мордехай в начале XX века был известным египетским певцом, музыкантом и композитором еврейского происхождения. Его мать была египетской еврейкой по имени Гамила Ибрагим Раушу, дочерью Ибрагима Раушу, местного концертного подрядчика, который регулярно приглашал Заки Мурада петь на концертах и свадебных вечеринках. Когда Мунир рос, его сестра, певица и актриса Лейла Мурад, уже была знаменита и пела на египетском радио. Мунир Мурад был женат трижды, первый раз на итальянской еврейке, от которой у него родился единственный сын Заки. Затем с 1958 по 1967 год он был женат на художнице Сохейр Эль-Бабли. В том же 1958 году он принял ислам и оставил иудаизм. Сухейр Эль-Бабли считается настоящей любовью всей его жизни. Затем он женился в третий раз на Мерват Хосни Шариф, единокровной сестре художника Тамера Хосни. Этот брак продолжался до его смерти до 17 октября 1981 года.